# Terri Clark
Pour les articles homonymes, voir Clark.
Terri Clark, née le 5 août 1968 à Montréal (Canada), est une artiste de musique country canadienne.